# Paweł Chęciński
Paweł Antoni Chęciński (ur. 25 stycznia 1955 w Kole) – polski chirurg i nauczyciel akademicki, profesor doktor habilitowany nauk medycznych.

## Życiorys
Urodził się w Kole, jako syn Michała i Marii z domu Bogdańskiej. W 1969 roku ukończył Szkołę Podstawową nr 3 w Kole, a w 1973 Liceum Ogólnokształcące im. Kazimierza Wielkiego. W 1979 roku uzyskał tytuł lekarza na Akademii Medycznej w Poznaniu, w 1985 uzyskał stopień doktora nauk medycznych. Specjalizował się w chirurgii ogólnej.  
Od czasu ukończenia studiów pracuje w Klinice Chirurgii Ogólnej Akademii Medycznej (od 2007 Uniwersytetu Medycznego) w Poznaniu. Od 2001 roku jest profesorem tej uczelni. W 1996 uzyskał habilitację, a w 2003 tytuł profesora. W latach 1982–1996 odbył też kilka szkoleń i staży zagranicznych, m.in. w Aalst, Nowym Jorku, Kolonii i Ulm. 
W latach 1986–1996 był opiekunem Studenckiego Koła Naukowego przy jego klinice, w latach 1995–1998 był specjalistą wojewódzkim w zakresie chirurgii ogólnej dla województwa konińskiego. Od 1995 był też biegłym sądu wojewódzkiego w zakresie chirurgii ogólnej i naczyń. W tym samym roku został ordynatorem oddziału w Klinice Chirurgii Ogólnej i Naczyń, a od 2000 roku jest członkiem (a od 2012 przewodniczącym) Komisji Bioetycznej przy Akademii Medycznej. W latach 2002–2005 był członkiem Senackiej Komisji ds. Dydaktyki. W 2004 został ordynatorem chirurgii ogólnej, naczyniowej i angiologii Zespołu Opieki Zdrowotnej Ministerstwa Spraw Wewnętrznych i Administracji. Od 2020 roku pełni funkcję rektora Akademii Nauk Stosowanych im. Hipolita Cegielskiego w Gnieźnie. 
Jest członkiem Towarzystwa Chirurgów Polskich, Polskiego Towarzystwa Chirurgii Naczyniowej, Poznańskiego Towarzystwa Przyjaciół Nauk. W latach 2007–2011 był członkiem Komitetu Terapii i Nauk o Leku PAN. 
W swoim dorobku posiada ponad 245 prac naukowych i 9 książek.

## Życie prywatne
Żonaty z Marią. Wychowali troje dzieci: Zuzannę, Aleksandrę i Antoniego.

## Odznaczenia
- Krzyż Kawalerski Orderu Odrodzenia Polski (2017)[6]
- Złoty Krzyż Zasługi (2007)[7]
- Srebrny Krzyż Zasługi (2001)[8]